# 萨尔 (上比利牛斯省)
萨尔（法語：Sarp）是法国上比利牛斯省的一个市镇，属于巴涅雷德比戈尔区（Bagnères-de-Bigorre）莫莱翁巴鲁斯县（Mauléon-Barousse）。该市镇总面积1.82平方公里，2009年时的人口为107人。

## 人口
萨尔人口变化图示